# Metropolia Bolonii
Metropolia Bolonii – metropolia Kościoła łacińskiego we Włoszech, w świeckim regionie Emilia-Romania. Powstała w 1582 roku, obecnie w jej skład wchodzi archidiecezja metropolitalna, jedna archidiecezja tytularna i dwie diecezje. 

## Diecezje
- Archidiecezja Bolonii
- Archidiecezja Ferrara-Comacchio
- Diecezja Faenza-Modigliana
- Diecezja Imola